# Zaseda
Zaseda (Заседа, L’emboscada) és un llargmetratge en blanc i negre de Iugoslàvia del 1969 escrita i dirigida per Živojin Pavlović. Es considera un dels grans assoliments de l'Ona Negra Iugoslava. El guió es basa en els motius del conte de Pavlović Llegendes i del conte Per tercera vegada d'Antonije Isaković.

## Argument
La història té lloc l'any 1945, cap al final de la Segona Guerra Mundial a Sèrbia, en un moment en què el govern comunista acabat de formar encara havia de fer front a grups endarrerits de txètniks. El protagonista, Ive Vrana, és un jove dàlmata i membre de la SKOJ que creu en la revolució i en un objectiu superior. El pare d'Ive va ser assassinat pels soldats italians del Reial Exèrcit Italià durant la Segona Guerra Mundial, el que va fer que es traslladés amb els seus familiars a Sèrbia per continuar els seus estudis secundaris. Primer es troba amb un obstacle quan la seva xicota, Milica, és assenyalada com una traïdora de classe burgesa a causa de la seva educació. També és testimoni del comportament borratxo i temerari del líder partidista Zeka. Les tensions augmenten a mesura que els partisans locals lluiten i intenten capturar Marko, un líder txètnik. L'idealisme d'Ive xoca cada cop més amb la realitat i el fet que el seu propi bàndol també està duent a terme una repressió temerària i violenta. S'incorpora a les files d'OZNA, però es veu encara més desil·lusionat per les mentides d'un oficial oportunista i la violència que l'envolta, així com les relacions, ja que la Milica l'enganya amb ela seu professor d'educació física. Frustrat, Ive va a passejar fora del poble, però és capturat per partisans que el confonen amb un txètnik i el maten quan no pot aportar documentació.

## Repartiment
- Ivica Vidović com a Ive Vrana
- Milena Dravić com a Milica
- Severin Bijelić com a Zeka
- Slobodan Aligrudić com a Jotić
- Pavle Vuisić com a ancià del poble
- Milivoje Tomić com a professor de classe
- Dragomir Felba com a Topolovački
- Ljubomir Ćipranić com a sacerdot
- Branko Milićević com a líder SKOJ
- Marija Milutinović com Slavka
- Mirjana Blašković com Milanka
- Mirjana Nikolić com a professora
- Alenka Rančić com a amiga amb ulleres
- Branko Obradović com a col. Ozren
- Rastislav Jović com a conseller amb bata blanca
- Milorad Majić com el gran Božo
- Dušan Tadić com a home amb una bena als ulls
- Branislav Ciga Milenkovic com a home que parla de Jotić
- Gizela Vuković com a Zora
- Ljiljana Jovanović com a tia
- Predrag Milinković com a ferrocarril Tadija
- Miodrag Andrić com a soldat borratxo 1
- Milan Jelić com a soldat borratxo 2
- Vojislav Mićović com a cambrer a la taverna
- Petar Lupa com a milicià del poble 1
- Marko Nikolić com a milicià del poble 2
- Damjan Klašnja com a professor d'educació física
- Ljubo Škiljević com a Chetnik
- Dušanka Duda Antonijević
- Slobodan Aleksić
- Branko Petković
- Siniša Glogovac

## Estrena
Zaseda es va projectar al 16è Festival de Cinema de Pula, i més tard a la 30a Mostra Internacional de Cinema de Venèciaa, on va rebre el premi CIDALC.
Es creu erròniament que el retrat fosc dels inicis del govern comunista va provocar una reacció del partit governant i que, juntament amb la pel·lícula de Želimir Žilnik Rani radovi , Zaseda va motivar la publicació de l'article de Vladimir Jovičić Ona negra al nostre cinema al diari Borba el 3 d'agost de 1969, només un dia després Zaseda va guanyar dos premis al Festival de Cinema de Pula (un diploma especial per a la direcció i un premi de la crítica). L'article, però, no era una declaració oficial de la Lliga de Comunistes de Iugoslàvia ni de cap dels seus òrgans, ni l'article esmenta Zaseda (Jovičić se centra en altres dues pel·lícules , Bice skoro propast sveta i Uzrok smrti ne pominjati).
Zaseda mai es va prohibir oficialment, però no es va tornar a mostrar públicament fins al 1989.

## Premis
- 30a Mostra Internacional de Cinema de Venècia – Premi CIDALC (Živojin Pavlović)[6]
- 16è Festival de Cinema de Pula - Premi de la Crítica "Septima" i Diploma especial per a direcció (Živojin Pavlović)[3]

## Llegat
L'Arxiu de Cinema Iugoslau, d'acord amb les seves autoritats basades en la Llei del Patrimoni Cultural, va declarar cent llargmetratges serbis (1911–1999) com a patrimoni cultural de gran importància el 28 de desembre de 2016. Zaseda" també es troba en aquesta llista.

## Restauració
L'any 2023, l'Arxiu de Cinema Iugoslau, en cooperació amb Centar Film, va restaurar digitalment L'emboscada. La pel·lícula es va projectar al projecte europeu "Season of Film Classics". La versió restaurada es va estrenar a l'Arxiu el 28 de desembre de 2023.